# Fokker C.V
Il Fokker C.V era un monomotore biplano multiruolo prodotto dall'azienda olandese Fokker tra gli anni venti e anni trenta.
Caratterizzato dalla possibilità di impiegare varie motorizzazioni (basate sia su motori a V che su radiali) e velature di diverso disegno ed apertura, prodotto anche su licenza all'estero, venne utilizzato da un buon numero di forze aeree fino alla seconda guerra mondiale ed è considerato, da alcuni, uno degli aerei di maggior successo e diffusione di quel periodo.

## Storia del progetto
Il concetto alla base del Fokker C.V derivava dalla necessità dell'ambiziosa casa costruttrice olandese di realizzare un prodotto che incontrasse i favori del mercato estero, alla luce dell'esigua dimensione delle forze armate nazionali e delle loro ridotte capacità di spesa.
Il progetto che vide la luce nei primi mesi del 1924 prevedeva come detto, fin dai primi momenti, la possibilità di impiegare apparati propulsivi di diverso tipo (a seconda delle richieste del committente) e garantiva l'opportunità di scegliere tra cinque diversi tipi di ala (tra loro differenti per apertura e disegno).
Queste caratteristiche contribuirono a far conoscere ed apprezzare il Fokker C.V come macchina multi-ruolo, soprattutto nei confronti di quei paesi che non potevano permettersi gli investimenti necessari alla costituzione di una flotta di aerei specializzati per ciascun compito operativo.
Ebbero così origine ben cinque diverse versioni, contrassegnate in ordine alfabetico e caratterizzate dalla differente velatura; la produzione di serie si concentrò prevalentemente sulle versioni C.V-D (principalmente destinata alla caccia ed alla cooperazione con le forze di terra) e C.V-E (per ricognizione e bombardamento leggero).
A testimonianza della flessibilità del progetto vi fu anche la produzione di un lotto di velivoli in configurazione idrovolante, destinati all'aviazione navale olandese; in questo caso il velivolo evidenziò la tendenza a sbilanciarsi in avanti in fase di ammaraggio, soprattutto in situazioni con la superficie dell'acqua mossa dal vento, e dopo alcuni incidenti i velivoli vennero riportati alla versione "terrestre".
Considerevole il successo commerciale ottenuto mediante produzione su licenza in paesi stranieri: Danimarca, Finlandia, Svezia e Svizzera, oltre ad aver acquistato alcuni esemplari dalla casa madre, realizzarono alcuni lotti di velivoli in impianti dei rispettivi paesi mentre l'italiana Industrie Meccaniche Aeronautiche Meridionali SpA e l'ungherese Weiss Manfréd ne svilupparono autonomamente diverse versioni contribuendo con quantità sostanziose al successo commerciale del progetto.

## Tecnica

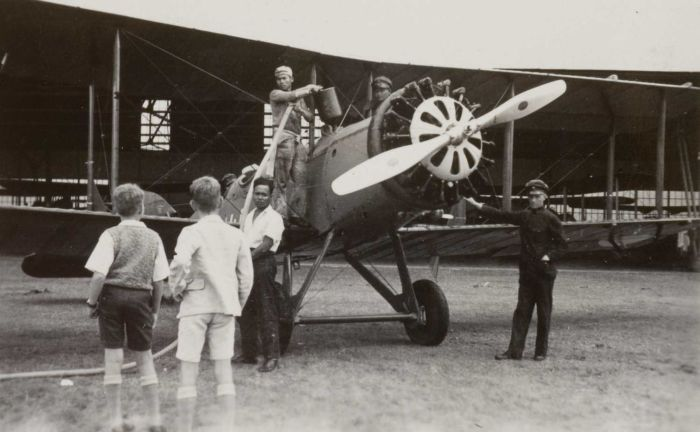
Un Fokker C.V con motore radiale, fotografato nell'aeroporto di Bandung (all'epoca nelle Indie Orientali Olandesi).

### Struttura
Il Fokker C.V era un biplano con struttura mista: la fusoliera era in tubi di acciaio rivestita in tela, mentre l'ala era in legno con rivestimento in compensato e tela. Nella fusoliera erano disposti in tandem i due abitacoli.
Delle cinque diverse tipologie di ali che potevano essere installate, tre prevedevano i due piani alari delle stesse dimensioni, di pianta rettangolare ed estremità arrotondate (versioni C.V-A, B, C); differivano tra loro per la lunghezza (e, di conseguenza, la superficie).
Le rimanenti due (C.V-D ed E) prevedevano la configurazione sesquiplana con le estremità rastremate; oltre che per le dimensioni, erano tra loro diverse nella configurazione dei montanti di collegamento: la prima (più piccola) prevedeva montanti a "V", mentre nella seconda i montanti erano ad "N".
In tutti i casi le ali erano disposte leggermente scalate tra loro, con quella inferiore in posizione più arretrata.
Gli impennaggi erano monoplani, di tipo classico (con l'equilibratore disposto alla base della deriva); erano controventati nella parte inferiore.
Il carrello d'atterraggio era di tipo classico con l'elemento anteriore caratterizzato da gambe monoruota collegate tra loro da un assale rigido, assicurate alla fusoliera per mezzo di una struttura ad "M", realizzata in tubi metallici.

### Motore

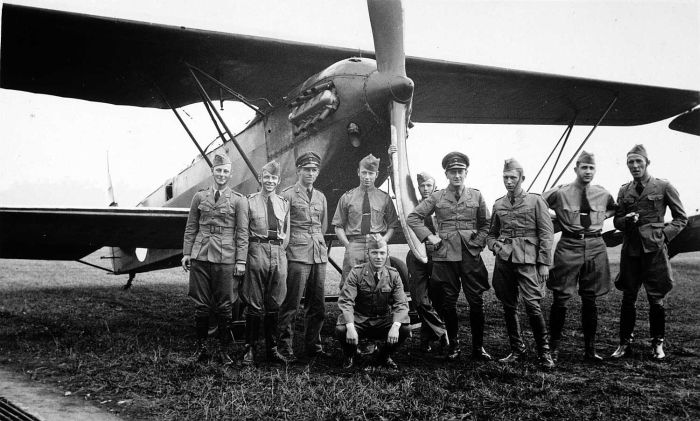
Un Fokker C.V olandese, dotato di motore Napier Lion.

La flessibilità progettuale del Fokker C.V prevedeva che la sezione frontale della fusoliera fosse completamente rimovibile: questo consentiva l'impiego di apparati propulsivi tra loro completamente diversi, indipendentemente dal fatto che si trattasse di motori raffreddati a liquido o ad aria; si hanno così notizie dell'installazione di motori Liberty L-12, Curtiss V-1570, Rolls-Royce Kestrel, Hispano-Suiza 12H, 12J e 12N, Napier Lion, Lorraine-Dietrich 12 E, BMW IV, Armstrong Siddeley Panther, Bristol Mercury, Jupiter e Pegasus; nel caso dei motori radiali non di rado era prevista l'installazione di un anello Townend in funzione aerodinamica.

### Armamento
Anche in quanto all'armamento il Fokker C.V garantiva una certa flessibilità: in genere la dotazione prevedeva due mitragliatrici calibro 7,9 mm disposte nella sezione anteriore della fusoliera e sparanti, sincronizzate, attraverso il disco dell'elica ed un'altra brandeggiabile a disposizione dell'osservatore. Era tuttavia possibile dotare di due mitragliatrici la postazione posteriore, così come poteva arrivare a tre il numero delle armi anteriori mediante l'installazione di una mitragliatrice nella parte inferiore della fusoliera.
I carichi di caduta, trasportabili in rastrelliere subalari, potevano raggiungere i 200 kg di bombe.

## Impiego operativo
In Olanda il Fokker C.V entrò in servizio nel 1926 ed ottenne subito un buon successo di vendite anche all'estero: nello stesso anno venne acquistato dalla Norvegia e l'anno successivo in Finlandia, Svezia e Svizzera. Sempre nel 1927 si ebbe l'acquisto della licenza di costruzione da parte dell'italiana IMAM e la sua produzione, con alcune modifiche, con il nome di IMAM Ro.1.
Tra le fonti reperite, viene indicato che a contribuire al successo del biplano olandese vi sarebbe la vittoria al concorso internazionale dell'aviazione svoltosi a Zurigo nel 1927, tuttavia altre fonti dell'epoca non confermano il risultato.
Apprezzato dai piloti per la maneggevolezza, il C.V si rivelò una macchina robusta ed affidabile e rimase in servizio per anni nelle diverse forze armate che lo adottarono; la sua diffusione lo portò a prendere parte attiva ai conflitti che ebbero origine in quegli anni: i primi velivoli ad essere impiegati in operazioni belliche furono quelli boliviani impiegati nella guerra del Chaco contro il Paraguay.
A partire dal novembre del 1939 anche gli esemplari in servizio presso la finlandese Suomen ilmavoimat, vennero impiegati nella guerra d'inverno mentre nella primavera successiva, i velivoli in carico ai reparti olandesi, norvegesi e danesi (per quanto ormai tecnologicamente superati) vennero impiegati nei disperati e vani tentativi di opporsi all'invasione tedesca, nel corso delle prime fasi della seconda guerra mondiale.
Alcuni esemplari di C.V, in prevalenza danesi, vennero requisiti dalla Luftfwaffe ed assegnati ai reparti estoni e lituani che li impiegarono sul fronte orientale.
In Svezia il Fokker C.V rimase in servizio nei reparti da caccia fino al 1931, denominato J 3 (la sigla J stava ad indicare appunto Jaktflygplan, aereo da caccia in lingua svedese), per essere successivamente destinato alla ricognizione (Spaningsflygplan) acquisendo la denominazione S 6. Gli ultimi esemplari utilizzati in questo ruolo vennero dismessi nel 1946. La Svenska Flygvapnet mise in servizio anche alcuni modelli modificati in versione idrovolante denominata S 6B: dotati di galleggianti di maggiori dimensioni e modificati nel timone di coda, questi velivoli ebbero maggior successo rispetto alla versione C.V-W realizzata in origine dalla casa madre.
I velivoli di maggior longevità risultano essere stati i Fokker C.V impiegati dalle Forze aeree svizzere i cui ultimi esemplari, per quanto impiegati nel ruolo di trainatori di bersagli, furono dismessi soltanto nel 1954.
Tra gli eventi ricordati nella storia del C.V si annovera una crociera che, nella primavera del 1926, portò due esemplari danesi da Copenaghen a Tokyo; il tragitto all'andata vide i velivoli dirigersi verso l'India mentre il ritorno avvenne attraversando i cieli della Siberia.
Un altro episodio entrato nella storia è legato al versatile biplano olandese: fu proprio un Fokker C.V (in questo caso dell'aviazione svedese) a prestare i primi soccorsi all'equipaggio del dirigibile Italia di Umberto Nobile, in seguito all'incidente del 25 maggio 1928. Lo stesso velivolo rimase danneggiato durante il secondo atterraggio sui ghiacci nel corso delle operazioni di soccorso.

## Versioni

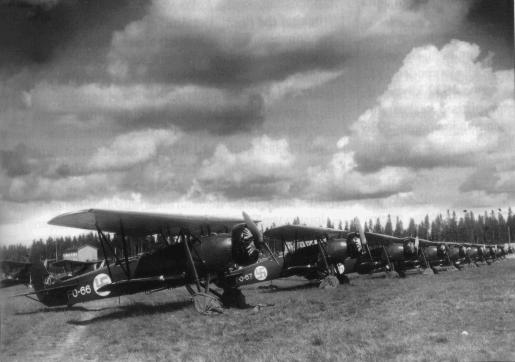
Fokker C.V-E finlandesi, schierati sul campo di volo.

Dati tratti da "Enciclopedia l'Aviazione", tranne dove diversamente indicato.
- C.Va (C.V-A o C.5a): prototipo, versione da caccia e ricognizione[2]; primo volo nel maggio del 1924. Ala a pianta rettangolare, con superficie di 37,50 m²;
- C.Vb (C.V-B o C.5b): versione da ricognizione a lungo raggio[2]; realizzato in 18 esemplari. Ali a pianta rettangolare, con superficie di 40,80 m²;
- C.Vc (C.V-C o C.5c): versione da caccia, realizzata in 16 esemplari. Ali a pianta rettangolare, con superficie di 46,10 m²
- C.Vd (C.V-D o C.5d): principale versione da caccia, realizzata in 212 esemplari. Ali di tipo sesquiplano con estremità rastremate e montanti a "V", superficie alare 28,80 m²;
- C.Ve (C.V-E o C.5e): principale versione da bombardamento leggero, realizzato in 327 esemplari. Ali di tipo sesquiplano, estremità rastremate e montanti a "N", superficie alare 39,30 m²;
- C.V-W (da watervliegtuig, in lingua olandese): versione idrovolante a scarponi; realizzato in 10 esemplari.

### Produzioni su licenza
- Danimarca: 36 velivoli con motore Bristol Pegasus;
- Italia:
  - IMAM Ro.1, con motore Alfa Romeo Jupiter IV;
  - IMAM Ro.1bis, con motore Bristol Jupiter VIII (in questo caso costruito su licenza dalla Piaggio);
- Norvegia: costruì un lotto di 23 C.V-E presso la Hærens Flyvefabrikk[2];
- Svezia: la Centrala Verkstaden Malmslätt (CVM)[10] realizzò 46 velivoli della versione C.V-E, con motore Pegasus;
- Svizzera: 49 esemplari di C.V-E, prodotti tra il 1932 ed il 1936 dalla EKW, Eidgenösschische Konstruktionswerkstätten[10] e dalla AG für Dornierflugzeuge[2] (azienda svizzera consociata alla tedesca Dornier, conosciuta anche come Doflug);
- Ungheria[11]:
  - Weiss Manfréd WM-9 Budapest, C.V-E con motore Bristol Jupiter;
  - Weiss Manfréd WM-11 Budapest, C.V-E con motore WM K-14 (il radiale Gnome-Rhône 14K, anche in questo caso costruito su licenza dalla stessa Manfred Weiss);
  - Weiss Manfréd WM-14 Budapest, C.V-D con motore WM K-14;
  - Weiss Manfréd WM-16 Budapest, di cui 9 esemplari (WM-16A) dotati di motore Gnome-Rhône 9K ed altri nove (WM-16B) dotati di motore Gnome-Rhône 14K;
  - Weiss Manfréd WM-21 Sólyom, sviluppo autonomo del progetto, dotato di motore WM K-14.

## Utilizzatori
Bolivia
- Fuerza Aérea de Bolivia

 Repubblica di Cina
- Chung-Hua Min-Kuo K'ung-Chün

 Danimarca
- Hærens Flyvertropper

 Finlandia
- Suomen ilmavoimat

 Germania
- Luftwaffe

 Indie orientali olandesi

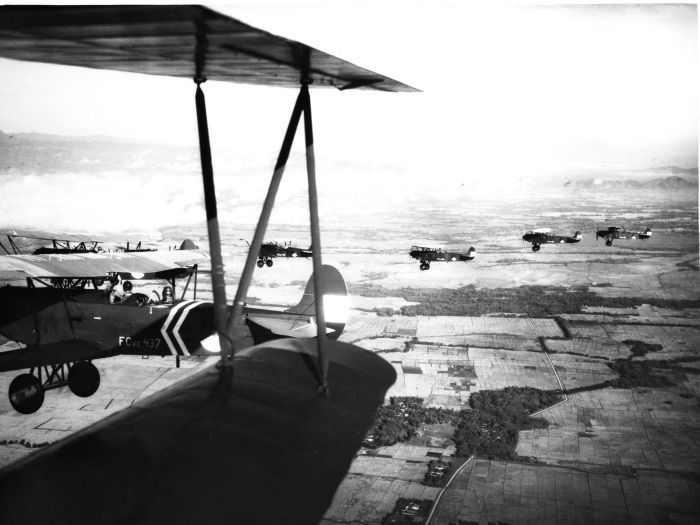
Squadriglia di Fokker C.V della ML-KNIL.

- Militaire Luchtvaart van het Koninklijk Nederlandsch-Indisch Leger

 Norvegia
- Hærens flyvåpen

 Paesi Bassi
- Luchtvaartafdeeling
- Koninklijke Marine - Marine Luchtvaartdienst

 Svezia
- Svenska Flygvapnet

 Svizzera
- Forze aeree svizzere

 Ungheria
- Magyar Királyi Honvéd Légierő

### Pubblicazioni
- (EN) The Fokker C.V.-D., in Flight, 31 marzo 1927,  p. 806. URL consultato il 21 luglio 2012.